# Cryptothelea zelleri
Cryptothelea zelleri är en fjärilsart som beskrevs av Franciscus J.M. Heylaerts 1884. Cryptothelea zelleri ingår i släktet Cryptothelea och familjen säckspinnare. Inga underarter finns listade i Catalogue of Life.